# Ritratto di Alvise Cornaro
Il Ritratto di Alvise Cornaro è un dipinto a olio su tela (113x85 cm) di Tintoretto, databile al 1560-1565 circa e conservato nella Galleria Palatina di Firenze.

## Storia
L'opera venne acquistata da Leopoldo de' Medici.
Fin dall'inventario del 1698 e,  fino a quello del 1829, l'opera venne creduta di Tiziano, per poi essere assegnata a Tintoretto. In palazzo Pitti si possono tracciare gli spostamenti in varie sale degli appartamenti granducali. Durante uno di questi spostamenti andò perduta la cornice originale, che gli inventari ricordano dorata e intagliata, mentre quella odierna, ancorché antica, apparteneva a una tela un po' più grande.

## Descrizione e stile
Alvise Cornaro fu un letterato di famiglia nobile che trascorse gran parte della sua vita a Padova, scrivendo trattati e proteggendo una piccola corte di scienziati e letterati. In una delle sue opere si elogia la "vita sobria", infatti Tintoretto, nel ritrarlo, piuttosto che evidenziarne il rango o la vastità degli interessi culturali, sottolineò l'aspetto più umano, in un accordo misurato di grigi e neri (scuro lo sfondo e l'abito), che fanno risaltare il volto e le mani. Il personaggio è ritratto seduto, a mezza figura, rivolto verso destra.
La mano destra, appoggiata sul bracciolo, mostra l'unico segno di nobiltà, un anello con pietra all'anulare. Lo sguardo si perde guardando fuori dalla tela, mentre il volto mostra tutti i segni dell'età, accentuando con profonde ombre nere la scavatura delle guance e delle tempie.